# Heros Unternehmensgruppe
Die Heros Unternehmensgruppe mit Sitz in Hannover war der Marktführer im Geldtransportgewerbe in Deutschland. Anfang 2006 wurde bekannt, dass Manager des Unternehmens etwa 270 Millionen Euro veruntreut hatten.

## Unternehmen
Die Unternehmensgruppe wurde 1978 gegründet und beschäftigte etwa 4.600 Mitarbeiter. Vor der Insolvenz am 20. Februar 2006 wurden etwa 50 % aller Bargeldtransporte in Deutschland von der Heros-Gruppe ausgeführt.
Die Unternehmensgruppe wurde von der Heros Verwaltungs GmbH verwaltet. Zur Gruppe gehörten über 27 Tochtergesellschaften, darunter die Heros Transport GmbH, die Heros Wertelogistik GmbH, Heros Security, Security Service Werttransport Mannheim GmbH, Nordcash Geldbearbeitungs GmbH, Heros Sicherheitsdienste GmbH, Securitas Wertdienste Holding, A.B.U.C. Sicherungstechnik GmbH und Finanz-Data GmbH.
Das erhebliche Wachstum der Heros-Gruppe gründete vor allem auf Übernahmen von Wettbewerbern. Die spektakulärste Übernahme, die der deutschen Securitas Cash Handling, erfolgte am 28. November 2005.

## Betrugsskandal

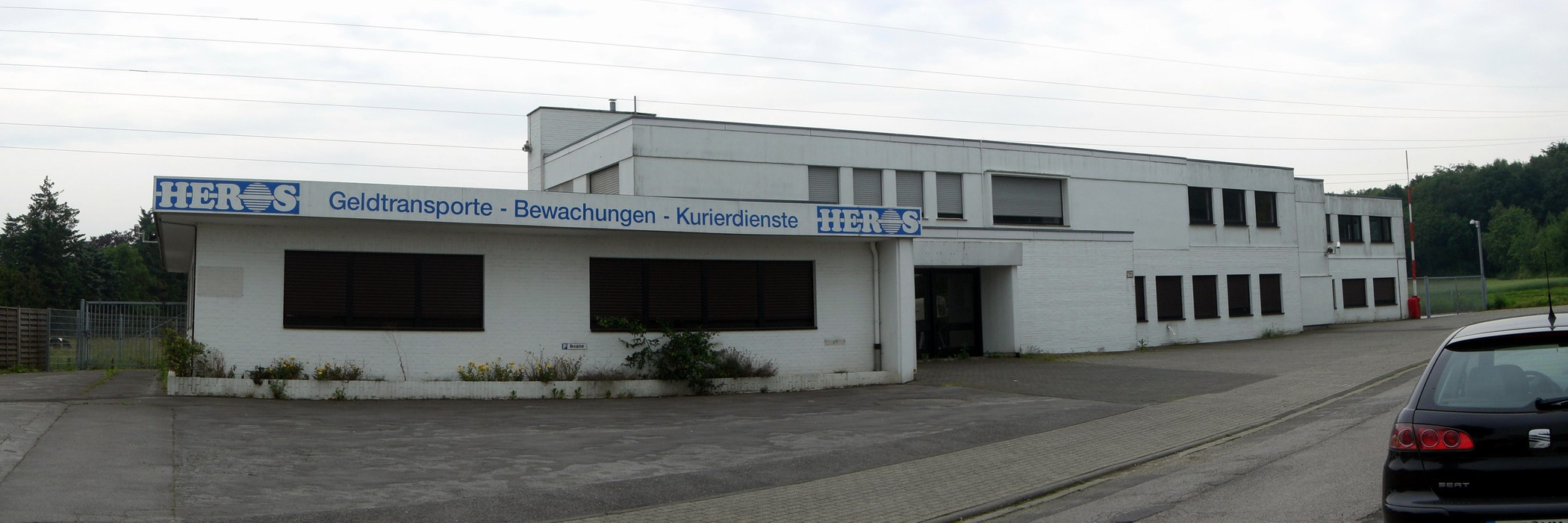
Verlassene Heros-Niederlassung in Viersen

Am 20. Februar 2006 stellte das Unternehmen für 27 Tochtergesellschaften Antrag auf Eröffnung des Insolvenzverfahrens, nachdem Betrugsvorwürfe bekannt geworden waren. Führungskräfte des Unternehmens sollen rund 540 Millionen Euro unterschlagen beziehungsweise veruntreut haben. Die Insolvenzverfahren wurden zum 28. April 2006 eröffnet. Zum Insolvenzverwalter wurde Manuel Sack ernannt, der zuvor auch bereits vorläufiger Insolvenzverwalter war.
Drei Mitarbeiter (Geschäftsführer Nordcash Reimer Weingertner, Prokurist Nordcash Manfred Diel und geschäftsführender Gesellschafter Karl-Heinz Weis) in leitender Position sitzen in Untersuchungshaft. Der Hauptbeschuldigte Karl-Heinz Weis ließ durch seinen Anwalt mitteilen, dass er ein Geständnis ablegen wird. Weis habe bereits mit dem Gedanken gespielt, Selbstanzeige zu erstatten – die Razzia der Polizei kam ihm dabei jedoch zuvor. Ebenso liegt auch vom Manager Manfred Diel ein Geständnis vor. Diel, der ein Hotel im bulgarischen Winterkurort Bansko besitzt, räumte gegenüber der Staatsanwaltschaft ein, rund 10 Millionen Euro Bargeld für persönliche Zwecke entnommen zu haben. Diel, der aus Frechen bei Köln stammt, ist ein Ehrenbürger von Bansko.
Offenbar wurde eine Art „Schneeballsystem“ betrieben, so nannte es die ermittelnde Staatsanwaltschaft. Heros habe dabei anvertrautes Kundengeld, das man zählen, sortieren und transportieren sollte, abgezweigt. So sollen kurzfristige Geldanlagen getätigt worden sein – mit erheblichen Zinsgewinnen. Entstehende Löcher wurden demzufolge mit Kundengeld der Folgetage gestopft. Das abgezweigte Geld soll einerseits in die Privattaschen gesteckt und andererseits für die Finanzierung des Geschäftsbetriebes verwendet worden sein.
Es ist zweifelhaft, ob der Geschäftsbetrieb auch ohne das Veruntreuen von Kundengeldern wirtschaftlich zu betreiben gewesen wäre, da Heros gegenüber den Wettbewerbsunternehmen, die bereits mit geringen Margen arbeiteten, die Geldtransport- und Geldbearbeitungsdienstleistungen um bis zu 50 % günstiger anbot, um den Umsatz weiter zu steigern und das Schneeballsystem zu füttern, und trotzdem hohe Investitionen in Fuhrpark und Infrastruktur steckte.
Die rasche Expansion war offenbar notwendig, um den „Karussell-Betrug“ am Laufen zu halten. Spätestens als Großkunden mit erheblichem täglichen Bargeldanfall wie Schlecker oder Lidl wegen erkannter Unregelmäßigkeiten die Verträge kündigten, brach das „System Heros“ zusammen.
Ein letzter „Rettungsanker“ für das „System Heros“ wurde in der Übernahme des seinerzeit zweitgrößten Geldtransporteurs in Deutschland, der Securitas Cash Handling Division, einer Tochter der schwedischen Securitas AB, gefunden. So wurde unter anderem der Großkunde Deutsche Bank von der Tochter Securitas auf Heros übertragen, andere Großkunden kündigten einige Wochen später ihre Aufträge. Noch in der Nacht nach der Unterschrift unter dem Kaufvertrag fuhren bundesweit an den größten Securitas-Standorten mit umfangreich gelagerten Kundengeldern Mitarbeiter der Heros mit Geldtransportwagen vor, um mit dem Geld der Kunden von Securitas die Löcher im eigenen Bestand zu stopfen und misstrauisch gewordene Kunden zu besänftigen. Die IT-Abteilung als einziger unternehmensübergreifender Bereich, der die Aktivitäten in seiner ganzen Breite zu durchschauen drohte, wurde durch Kündigungsdrohung gezwungen, Arbeitsverträge der Heros-eigenen Tochter Nordcash zu unterschreiben. Nicht übernommene Mitarbeiter flüchteten in einen eiligst neu gegründeten Betriebsrat.
Später wurde bekannt, dass Heros die niedersächsische CDU mit dubiosen Spenden bedacht hatte. Wenige Tage vor der Landtagswahl in Niedersachsen am 2. Februar 2003 gingen 20.000 € binnen weniger Tage an den CDU-Landesverband. Juli 2009 entschied das Oberlandesgericht Celle, dass diese Spende zurückzuzahlen ist, da sie weniger als 4 Jahre vor der Eröffnung des Insolvenzverfahrens (2006) erfolgte. Der Spiegel: „Indizien sprechen dafür, dass das Unternehmen die Spende in vier Tranchen zu jeweils 5000 Euro gestückelt hat, um so die Veröffentlichung im Rechenschaftsbericht für die Bundestagsverwaltung zu umgehen. ... Inhaber der verschiedenen Spenderfirmen war jeweils die gleiche Person: der Heros-Gründer Karl-Heinz Weis ... Lässt sich die Stückelung nachweisen, müssten die Christdemokraten womöglich 60.000 Euro zusätzlich an den Bundestag als Strafe zahlen. ... die (Niedersachsen-)CDU weist den Vorwurf der Manipulation zurück ...“
Zu den Geschädigten zählen Aldi, Rewe, Citibank, McDonald’s, aber auch viele kleinere Unternehmen. Unklar ist, ob die Versicherungen den Schaden übernehmen. Mittlerweile sind zahlreiche Klagen gegen die Versicherung anhängig.
Die 1.868 Fahrzeuge des Unternehmens sind etwa zur Hälfte geleast, die Liegenschaften von Weis in Málaga machen nur einen geringen Gegenwert zum Schaden aus.
Zum 1. Mai 2006 übernahm das US-Beteiligungsunternehmen MatlinPatterson die komplette Heros-Gruppe und führt sie seitdem unter dem Namen SecurLog weiter. Die Investoren übernahmen 3000 der zuvor knapp 4600 Mitarbeiter und verlegten den Hauptsitz zur Securitas nach Düsseldorf. SecurLog ist noch immer der größte Werttransporteur Deutschlands und hat inzwischen das Geldtransportunternehmen W.I.S. aus Köln übernommen. Am 30. Dezember 2011 wurde SecurLog von Prosegur übernommen.

## Der eigentliche Betrug
Heros sammelte arbeitstäglich etwa 500 Millionen Euro Bargeld in den Einzelhandelsgeschäften seiner Kunden ein, um sie am gleichen Tag bei der Bundesbank einzuzahlen – Fachbegriff „Geldentsorgung“. Das Geld brachte keine Zinsen, solange es nicht auf der Bank war. Heros begann, Teilbeträge nicht taggleich bei der Bundesbank einzuzahlen, sondern (zunächst) einen Tag später und entschuldigte dies mit technischen Mängeln wie zum Beispiel Störungen in den maschinellen Geldzählcentern. Dafür erhielten die Kunden, um sie zu beruhigen, für den einen Tag Zinsen angeboten. Gläubigervertreter Hans-Gerd Jauch kritisierte die Unachtsamkeit der Heros-Kunden. Geld, das auch nur einen Tag später als beim Kunden eingesammelt bei der Bundesbank ankomme, sei bei aufmerksamer Betrachtung nicht bloß verspätet unterwegs, sondern möglicherweise entwendet. So hatte Heros, um nicht wegen der Entwendung aufzufallen, ein System entwickelt, den dauerhaft nicht mehr verfügbaren Fehlbetrag „reihum“ jeden Tag einem anderen Kunden gegenüber „für jeweils einen Tag zu entschuldigen“. Die Täter entnahmen also beispielsweise am Anfang 10 Millionen Euro von den erwähnten 500 Millionen Euro täglich eingesammelten Bargeld für private Zwecke. Indem sie gleichzeitig täglich diesen Fehlbetrag „für nur einen Tag als verspätet“ entschuldigten und dies planmäßig täglich gegenüber wechselnden Kunden, fiel nicht auf, dass der Betrag gänzlich weg war.
Hätten sich die Täter auf eine Entnahme von 50 Millionen Euro beschränkt und sie bei 500 Millionen Euro Tages-Durchlauf alle zehn Tage demselben Kunden als „um einen Tag verspätet“ gemeldet, wären sie laut Jauch als reiche Leute gestorben. Tatsächlich entnahmen die Täter immer mehr Geld, auch um Defizite zu finanzieren, zu erheblichen Teilen aber auch zu ihrem privaten Nutzen. Als am Ende rund die Hälfte der täglichen Geldmenge verschwunden war, war schließlich die Aufmerksamkeitsschwelle der Kunden überschritten. Diese hätten richtigerweise nicht in einem einzigen Fall wegen eines noch so geringen Betrages eine „Verspätungsmeldung“ akzeptieren dürfen, ohne den Ursachen nachzugehen und zu prüfen, ob sich die verspäteten Beträge noch im Geldumlauf bei Heros befanden oder stattdessen gänzlich verschwunden waren. Heros gelang es, erhebliche Beträge zu veruntreuen, weil am Ende einzelne Kunden Verspätungszeiten von bis zu einer Woche gegen Zinszahlung akzeptierten, ohne Verdacht zu schöpfen.

## Gerichtsverfahren
Am 19. September 2006 erhob die Staatsanwaltschaft Hannover Anklage wegen Veruntreuung von 250 Millionen Euro gegen vier Männer. Der Prozess begann noch im gleichen Jahr vor der Wirtschaftsstrafkammer des Landgerichts Hildesheim.
Im Mai 2007 wurden die drei Angeklagten zu Haftstrafen zwischen sechseinhalb und zehn Jahren verurteilt.
Am 13. Februar 2007 wurde eine ehemalige Mitarbeiterin einer Tochterfirma vom Landgericht Mönchengladbach wegen Erpressung ihres Chefs und Unterschlagung zu sechs Jahren Haft verurteilt.
Am 31. August 2007 wurden zwei Prokuristinnen zu drei bzw. drei Jahren und neun Monaten wegen Unterschlagung verurteilt.
Im August 2008 wurden die Geschäftsräume des Rewe-Konzerns von der Staatsanwaltschaft Hannover mit dem Verdacht der Bestechlichkeit im geschäftlichen Verkehr mit Heros untersucht.
Am 31. Oktober 2008 wurde Karl-Heinz Weis des Weiteren wegen Untreue und persönlicher Bereicherung in Millionenhöhe zu insgesamt 11 Jahren Haft verurteilt. Der mitangeklagte Bereichsleiter der Hartgeldabteilung wurde zu einer fünfjährigen Haftstrafe verurteilt.
Am 14. April 2010 wurde Karl-Heinz Weis als Geschäftsführer von Heros von Amts wegen aus dem Handelsregister gelöscht. Dies wurde in einer Veröffentlichung des Amtsgerichts Düsseldorf am 20. April 2010 unter dem Aktenzeichen HRB 37070 bekanntgemacht.